# Organización de Lesbianas de Toronto
La Organización de Lesbianas de Toronto (Lesbian Organization of Toronto, LOOT) fue una organización lésbica canadiense, fundada en 1976 y disuelta en 1980. El grupo fue el primer grupo feminista abiertamente lésbico de Toronto, y sus miembros fueron elegidos para abrir el primer Centro Lésbico de Canadá.

## Historia
LOOT surgió de una reunión en octubre de 1976 convocada en las oficinas de CHAT (Asociación de Homófilos Comunitarios de Toronto) en Church Street. Fiona Rattray, una de las primeras participantes, estimó que a la reunión asistieron entre 30 y 60 lesbianas. Las  presentes en esta reunión decidieron alquilar parte de una casa (342 Jarvis St) para desarrollar un centro lésbico de usos múltiples. El colectivo también incluía a Eve Zaremba, que más tarde se daría a conocer como una de las primeras escritoras abiertamente lesbianas de Canadá, y Lynne Fernie, una destacada cineasta documental.
La Organización de Lesbianas de Toronto compartió el edificio con otras dos organizaciones compatibles: The Other Woman, una de las revistas de noticias feministas más antiguas de Toronto, y Three of Cups Women's Coffeehouse. LOOT empezó a compartir ese edificio el 1 de febrero de 1977. 
La socia Gay Bell se refirió al centro lésbico como "un centro crucial para el desarrollo de la comunidad lésbica en Toronto". Una de las primeras declaraciones públicas del grupo fue que querián unificar a varios grupos existentes que pudieran proporcionar servicios a la comunidad lesbiana. Las organizadoras también creían que un espacio físico disponible para las lesbianas daría visibilidad a las lesbianas y permitiría a otras salir del armario sin temor a represalias. Nancy Adamson, miembro del colectivo, es citada en la historia de LOOT de Becki L. Ross, The House that Jill Built: Lesbian Nation in Formation, diciendo que la organización brindó a las lesbianas de la ciudad un lugar seguro muy necesario.
El primer boletín de LOOT describió su objetivo como una organización paraguas para lesbianas que quería cumplir con fines sociales, recreativos, personales, culturales, políticos y educativos para las lesbianas participantes. Además de ser un lugar que permitía que una lesbiana se reuniera con otras que comparten sus intereses.
En Rites, un periódico gay y lésbico de Toronto, la periodista Megan Davies destacó algunos de los aspectos sociales de LOOT, era que el grupo era un recurso importante para innumerables lesbianas en Toronto, que ofecía un ambiente seguro y positivo hacia las lesbianas en el que salir y conocer a otras lesbianas.

LOOT era solo para mujeres nacidas mujeres. Una lesbiana transexual de hombre a mujer realizó una solicitud formal para unirse a la organización en 1978. En respuesta, la organización votó excluir a las mujeres trans. Durante una discusión informal, los miembros de LOOT expresaron su indignación porque, en su opinión, un "hombre-criatura que se cambia de sexo... se atrevió a identificarse como mujer y lesbiana". En su respuesta pública, LOOT escribió:
La voz de una mujer casi nunca se escuchaba como voz de mujer: siempre estaba filtrada por voces de hombres. Entonces apareció un chico y dijo: "Voy a ser una chica ahora y hablaré en nombre de las chicas". Y pensamos: "No, no lo eres". Una persona no puede unirse a los colonizados por decreto. 

## Actividades
La organización brindaba regularmente apoyo entre pares, asesoramiento telefónico, bailes, actividades sociales y políticas, una biblioteca, un boletín informativo, reuniones sociales con amigos, almuerzos, conciertos y actuaciones de conocidos músicos feministas y lesbianas como Ferron, Alix Dobkin, Mama Quilla II y Beverley Glenn Copeland.
En 1979, los miembros de LOOT, en colaboración con el Comité del Día Internacional de la Mujer, organizaron la Conferencia Binacional de Lesbianas de ese año en el campus de la Universidad de Toronto.

## Cierre
La organización cerró el 1 de mayo de 1980. La historiadora Becki Ross concluyó que las razones de su cierre fueron factores "múltiples y complejos" y señala que incluyeron diferencias políticas, membresía fragmentada, agotamiento de los voluntarios, expectativas infladas, pérdida de enfoque organizacional y un clima político cambiante.
Tras el cierre del centro, las funciones de asesoramiento telefónico de LOOT fueron asumidas por la Línea Telefónica de Lesbianas, que continuó ofreciendo este servicio en la ciudad hasta 1984.

## Legado
La colección del Proyecto de Historia Oral LOOT se conserva en los Archivos y Colecciones Especiales de la Universidad de Ottawa. Muchos de los materiales de archivo de LOOT se conservan en la colección de Archivos del Movimiento de Mujeres Canadienses, y se incluyeron en el Registro Canadiense de la Memoria del Mundo de la Comisión Canadiense para la UNESCO.